# Выселение китайцев и тазов из долины Сучана
Выселение оседлых китайцев-земледельцев из Сучанской долины (ныне — долина реки Партизанской) в Южно-Уссурийском крае осуществлялось русскими властями по приказанию генерал-губернатора Приамурского края А. Н. Корфа (1884). В 1895 году с Сучана «по недоразумению» были изгнаны тазы.
Политика выселения оседло проживавших в Южно-Уссурийском крае китайцев начала применяться с 1882/1883 года. Законодательной базой экспроприации земель для местной областной администрации послужило распоряжение генерал-губернатора Восточной Сибири Д. Г. Анучина Приморскому губернатору (1882): «В тех случаях, когда по серьёзным причинам новое поселение желательно водворить на землях, уже занятых китайцами, местная полицейская власть разбирает право китайцев на занятие участков и если эти права недостаточны, то можно удалить китайцев, не иначе как с Вашего каждый раз разрешения, по зрелом обсуждении дела, дозволив им беспрепятственно снять посеянный хлеб и овощи, перевести постройки и прочее». Взаимное озлобление (между русскими и китайцами) понудило начальника края изгнать всех без исключения манз из бассейна Сучана (Елисеев, 1891).
Долины рек Сучана и Цимухе являлись наиболее крупными районами концентрации китайского земледельческого населения в Южно-Уссурийском крае. По свидетельству Л. Шренка (1855—1856), больше всего китайцев в Уссурийском крае находилось в плодородной долине Сучана и по его притокам. Численность китайского населения Сучанской долины во второй половине 1860-х годов составляла от 500 до 1000 человек. С течением времени число оседлых китайцев выросло.
В 1884 году по приказанию генерал-губернатора Приамурского края А. Н. Корфа китайцы были вытеснены из Сучана, в 1885 году они были удалены из урочища Пинсау, и таким образом почти вся долина Сучана была очищена от китайских фанз.
Китайцам «приказано было выселяться, (…) причем сделанные уже ранее посевы они могли снять, но вновь не сеяться». В 1884 году земский заседатель Сучанского участка Л. А. Кропоткин объявил, что после уборки хлебов манзами крестьяне займут их места. Однако манзы не уступали землю, из-за начавшихся распрей крестьяне убили двоих манз. Во Фроловке поселенцы вытеснили манз и сели сразу на готовые земли. Насильственные выселения китайцев, говорят, сопровождалось излишнею суровостью (Елисеев, 1891). С началом насильственного выселения манз русские власти и переселенцы опасались мести со стороны манз. Для наблюдения за манзами в каждом селении Сучанского участка стояли солдаты и казаки в количестве от 7 до 16 человек. То же, что и во Фроловке, попытались сделать крестьяне Калиновского общества, но китайцы, мстя русским за своё невольное выселение, в тёмную ночь напали на спящую деревню, многих убили, а нескольких искалечили и поранили. После этого случая Калиновка была упразднена. Как сообщал автор книги «Южно-Уссурийский край и его русская колонизация» (1891): «Принятые меры совершенно очистили Сучан, и теперь долина его представляется одним из центров русской колонизации Южно-Уссурийского края».
Изгнанные из бассейна Сучана манзы ушли за границу или в Ольгинский участок на реку Улахэ. Большинство китайцев осталось в пределах Приморской области, пополнив ряды чернорабочих, промысловиков, прислуги.
Китайские власти предпринимали попытки защитить соотечественников, ссылаясь на статьи Пекинского договора. Для изучения ситуации на месте они посылали в край своих чиновников. Так, в январе 1884 году долину Сучана посетил ротный командир То-лунь-то-лэй.
В 1895 году пристав Марков изгонял китайцев из Сучана. В 1900 году китайские земледельцы выселялись из некоторых мест Сучанского участка.